# 大梅寺
大梅寺（たいばいじ）は岐阜県加茂郡富加町羽生にある聖観世音菩薩を本尊とする黄檗宗の寺院で、山号は慈雲山。
平安時代に兵乱に対して功績のあった当地の住民に、後一条天皇から下賜された聖観世音菩薩を祀る堂が建立される。元禄8年（1695年）、この聖観世音菩薩を本尊とし、可児郡今渡円通寺から鉄面和尚を迎えて黄檗宗の寺院が建立された。享保9年（1724年）に羽生の領主であった前田数馬が自家に伝わっていた徳川徳松の位牌を寺に移している。また、江戸時代には僧堂が設けられ雲水が修業しており、その頃の雲板が遺物として寺に残っている。
本尊の聖観世音菩薩木造は平安時代に制作されたもので、岐阜県の文化財に指定されている。この像には火事の際に自ら火を逃れて梅の木のそばまで移動したという伝説と信仰心の篤い使用人が主人に斬られそうになった際、その身代わりとなったという伝説がある。その他、寺宝として黄檗宗に関係する文書や画像を多く所蔵し、富加町の文化財に指定されている。